# Meeboldia yunnanensis
Meeboldia yunnanensis là một loài thực vật có hoa trong họ Hoa tán. Loài này được (H. Wolff) Constance & F.T. Pu mô tả khoa học đầu tiên năm 1998.